# General Dynamics X-62 VISTA
El General Dynamics X-62 VISTA ("Variable Stability In-flight Simulator Test Aircraft") es un avión experimental, derivado del F-16D Fighting Falcon, que fue modificado como negocio conjunto entre General Dynamics y Calspan para ser usado por la Fuerza Aérea estadounidense (USAF). Designado originalmente NF-16D, el avión fue redesignado X-62A el 14 de junio de 2021 como parte de una actualización a skyborg, con un Sistema de Control de Simulación Autónomo (System for Autonomous Control of Simulation, SACS).
El X-62A permanece en el plan de estudios de la Escuela de Pilotos de Pruebas de la Fuerza Aérea como avión de prácticas para los pilotos de pruebas.

## Diseño y desarrollo

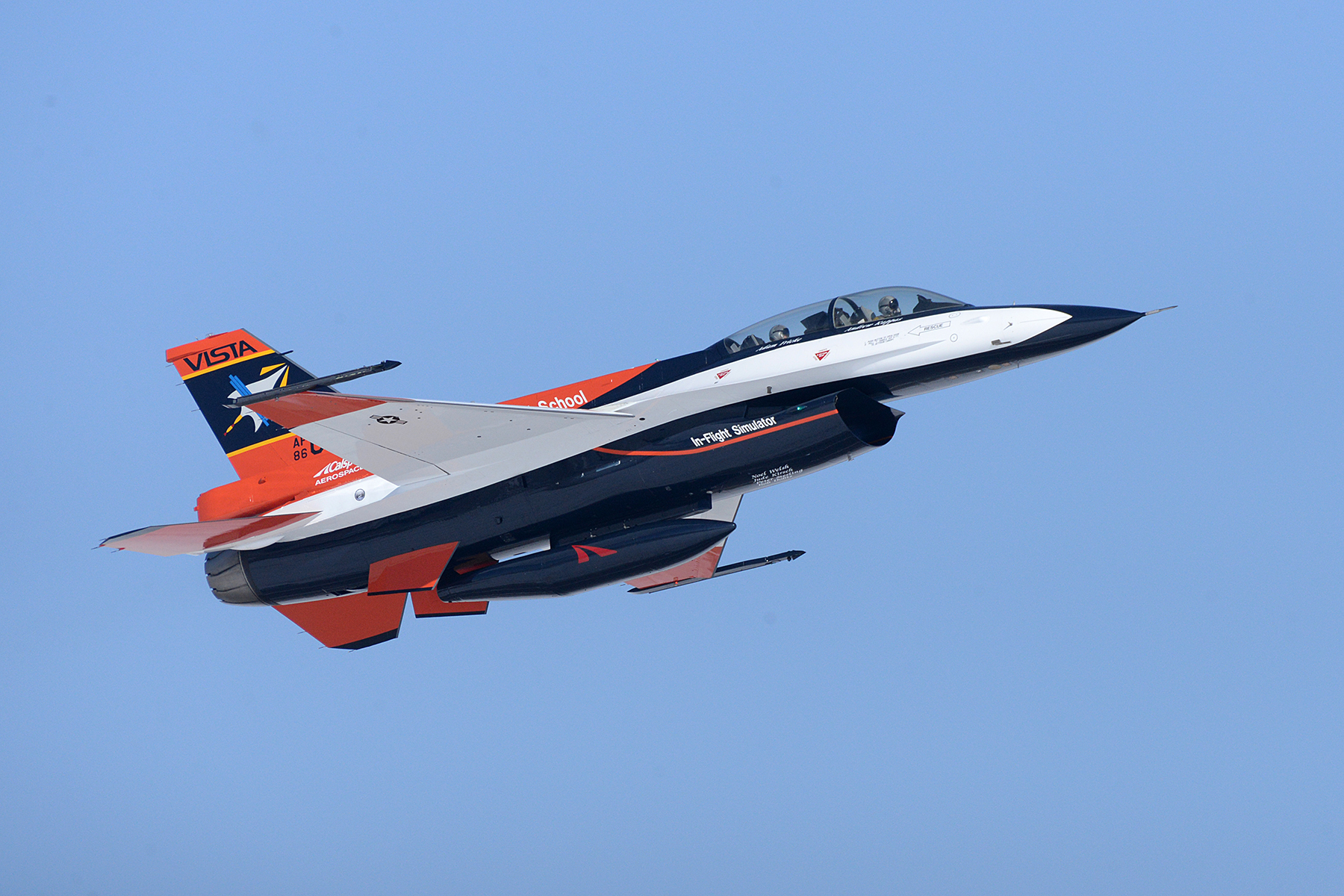
El NF-16D (actualmente X-62A) VISTA en 2019 con los nuevos colores diseñados por Mike Machat.

El avión bancada NF-16D VISTA incorporó una tobera de empuje vectorial multieje (MATV) que proporciona más control activo del avión en una situación tras entrada en pérdida. Como resultado, el avión es súper maniobrable, reteniendo el control de cabeceo y guiñada a ángulos de ataque más allá de aquellos en los que las superficies de control tradicionales no pueden cambiar la actitud.
El NF-16D VISTA es un F-16D Block 30 basado en el diseño de célula de la versión de la Fuerza Aérea Israelí, que incorpora un carenado dorsal que discurre por toda la longitud del fuselaje por detrás de la cabina, y un tren de aterrizaje pesado derivado del F-16C/D Block 40. El carenado alberga la mayor parte del equipo de estabilidad variable e instrumentación de pruebas. El tren de aterrizaje pesado permite la simulación del avión con mayores regímenes de aterrizaje que los F-16 estándar.
El programa fue notable por el desarrollo del Direct Voice Input (Entrada de Voz Directa) y del Virtual HUD, que finalmente se incorporaron al diseño de la cabina del F-35 Lightning II.
El avión VISTA es operado actualmente por la Escuela de Pilotos de Pruebas de la Fuerza Aérea y mantenido por Calspan en la Base de Edwards de la Fuerza Aérea. Es usado regularmente en salidas del plan de estudios de los alumnos, proyectos académicos especiales e investigación de vuelo. El 14 de junio de 2021, el VISTA se encontraba en mitad de una actualización. Además de reemplazar el Sistema de Simulación VISTA (VSS) por una más nueva y actualizada versión del mismo sistema, se añadirá un Sistema de Control de Simulación Autónomo (SACS) para poder operar el X-62A como un skyborg. Una de las aplicaciones sería como avión pilotado autónomamente, quizá un compañero robótico de aviones tripulados.

## Especificaciones
Referencia datos: USAF fact sheet AerospaceWeb

### Características generales
- Tripulación: Dos (piloto y piloto de seguridad)[7]
- Longitud: 14,8 m (48,6 ft)
- Envergadura: 9,8 m (32,2 ft)
- Altura: 4,8 m (15,7 ft)
- Superficie alar: 28 m² (301,4 ft²)
- Perfil alar: NACA 64A204 (raíz y punta)
- Peso vacío: 8273 kg (18 233,7 lb)
- Peso cargado: 12 003 kg (26 454,6 lb)
- Peso máximo al despegue: 19 187 kg (42 288,1 lb)
- Planta motriz: 1× turbofán con postcombustión General Electric F110-GE-100.
  - Empuje normal: 64,9 kN (6618 kgf; 14 590 lbf) de empuje.
  - Empuje con postquemador: 125 kN (12 746 kgf; 28 101 lbf) de empuje.

### Rendimiento
- Velocidad máxima operativa (Vno): 2170 km/h (1348 MPH; 1172 kt) (Mach 2+ en altura)
- Alcance en ferry: 5200 km con tres depósitos lanzables de 1401 L
- Techo de vuelo: 15 000 m (49 213 ft)
- Régimen de ascenso: 250 m/s (49 212 ft/min)
- Carga alar: 431 kg/m² (88,3 lb/ft²)
- Empuje/peso: 1,095

## Aeronaves relacionadas

### Desarrollos relacionados
- General Dynamics F-16 Fighting Falcon
- General Dynamics F-16XL

### Aeronaves similares
- Rockwell-MBB X-31

### Secuencias de designación
- Secuencia F-_ (Cazas estadounidenses, 1962-presente): ← F-12/C - F-14 - F-15/E/EX/J/STOL/MTD - F-16/XL/VISTA - F-17 - F-18/E/F/G - F-20 →
- Secuencia X-_ (Aviones eXperimentales estadounidenses, 1948-presente): ← X-59 - X-60 - X-61 - X-62 - X-65 - X-66